# Ángel Berni
Ángel Antonio Berni Gómez (Asunción, 9 gennaio 1931 – Asunción, 24 novembre 2017) è stato un calciatore paraguaiano, di ruolo centrocampista.

## Carriera
Fu capocannoniere del campionato argentino nel 1954 con 19 reti.

## Palmarès

### Club

#### Competizioni nazionali
- Copa Colombia: 1

Boca Juniors de Cali: 1950-1951

### Individuale
- Capocannoniere del campionato argentino: 1

1954 (19 reti)